# Unalaska, Alaska
Unalaska (în limba aleută: Iluulux̂) este un oraș situat în Insula Unalaska, Insulele Aleutine, statul Alaska.
Populația aleută a locuit pe Insula Unalaska timp de mii de ani. 

## Clima
| Date climatice pentru Dutch Harbor, Unalaska, Alaska | Date climatice pentru Dutch Harbor, Unalaska, Alaska | Date climatice pentru Dutch Harbor, Unalaska, Alaska | Date climatice pentru Dutch Harbor, Unalaska, Alaska | Date climatice pentru Dutch Harbor, Unalaska, Alaska | Date climatice pentru Dutch Harbor, Unalaska, Alaska | Date climatice pentru Dutch Harbor, Unalaska, Alaska | Date climatice pentru Dutch Harbor, Unalaska, Alaska | Date climatice pentru Dutch Harbor, Unalaska, Alaska | Date climatice pentru Dutch Harbor, Unalaska, Alaska | Date climatice pentru Dutch Harbor, Unalaska, Alaska | Date climatice pentru Dutch Harbor, Unalaska, Alaska | Date climatice pentru Dutch Harbor, Unalaska, Alaska | Date climatice pentru Dutch Harbor, Unalaska, Alaska |
| Luna                                                 | Ian                                                  | Feb                                                  | Mar                                                  | Apr                                                  | Mai                                                  | Iun                                                  | Iul                                                  | Aug                                                  | Sep                                                  | Oct                                                  | Nov                                                  | Dec                                                  | Anual                                                |
| ---------------------------------------------------- | ---------------------------------------------------- | ---------------------------------------------------- | ---------------------------------------------------- | ---------------------------------------------------- | ---------------------------------------------------- | ---------------------------------------------------- | ---------------------------------------------------- | ---------------------------------------------------- | ---------------------------------------------------- | ---------------------------------------------------- | ---------------------------------------------------- | ---------------------------------------------------- | ---------------------------------------------------- |
| Maxima istorică °F (°C)                              | 58 (14)                                              | 54 (12)                                              | 61 (16)                                              | 58 (14)                                              | 60 (16)                                              | 73 (23)                                              | 75 (24)                                              | 81 (27)                                              | 74 (23)                                              | 65 (18)                                              | 57 (14)                                              | 59 (15)                                              | 81 (27)                                              |
| Maxima medie °F (°C)                                 | 36.8 (2,7)                                           | 37.3 (2,9)                                           | 38.6 (3,7)                                           | 40.9 (4,9)                                           | 46.1 (7,8)                                           | 51.7 (10,9)                                          | 56.8 (13,8)                                          | 58.9 (14,9)                                          | 54.0 (12,2)                                          | 47.3 (8,5)                                           | 42.6 (5,9)                                           | 39.0 (3,9)                                           | 45,8 (7,7)                                           |
| Media zilnică °F (°C)                                | 32.5 (0,3)                                           | 32.5 (0,3)                                           | 33.5 (0,8)                                           | 36.2 (2,3)                                           | 41.4 (5,2)                                           | 46.8 (8,2)                                           | 51.4 (10,8)                                          | 53.3 (11,8)                                          | 48.8 (9,3)                                           | 42.3 (5,7)                                           | 37.4 (3)                                             | 34.7 (1,5)                                           | 40,9 (4,9)                                           |
| Minima medie °F (°C)                                 | 28.1 (−2.2)                                          | 27.6 (−2.4)                                          | 28.3 (−2.1)                                          | 31.4 (−0.3)                                          | 36.7 (2,6)                                           | 41.9 (5,5)                                           | 46.0 (7,8)                                           | 47.7 (8,7)                                           | 43.5 (6,4)                                           | 37.2 (2,9)                                           | 32.1 (0,1)                                           | 30.3 (−0.9)                                          | 35,9 (2,2)                                           |
| Minima istorică °F (°C)                              | −8 (−22)                                             | 0 (−18)                                              | 2 (−17)                                              | −5 (−21)                                             | 15 (−9)                                              | 30 (−1)                                              | 21 (−6)                                              | 30 (−1)                                              | 19 (−7)                                              | 2 (−17)                                              | 8 (−13)                                              | 5 (−15)                                              | −8 (−22)                                             |
| Precipitații inches (mm)                             | 7.28 (184.9)                                         | 6.35 (161.3)                                         | 5.40 (137.2)                                         | 3.46 (87.9)                                          | 3.98 (101.1)                                         | 2.48 (63)                                            | 2.19 (55.6)                                          | 2.69 (68.3)                                          | 5.21 (132.3)                                         | 7.17 (182.1)                                         | 6.76 (171.7)                                         | 7.89 (200.4)                                         | 60,86 (1.545,8)                                      |
| Zăpadă inches (cm)                                   | 23.8 (60.5)                                          | 20.4 (51.8)                                          | 16.5 (41.9)                                          | 6.6 (16.8)                                           | 0.2 (0.5)                                            | 0 (0)                                                | 0 (0)                                                | 0 (0)                                                | 0 (0)                                                | 0.5 (1.3)                                            | 6.4 (16.3)                                           | 17.1 (43.4)                                          | 91,5 (232,4)                                         |
| Nr. de zile cu precipitații (≥ 0.01 inch)            | 21                                                   | 20                                                   | 20                                                   | 17                                                   | 17                                                   | 14                                                   | 13                                                   | 14                                                   | 18                                                   | 23                                                   | 23                                                   | 23                                                   | 223                                                  |
| Sursă: WRCC                                          |                                                      |                                                      |                                                      |                                                      |                                                      |                                                      |                                                      |                                                      |                                                      |                                                      |                                                      |                                                      |                                                      |